# A magyar női labdarúgó-válogatott 2012. augusztus 24-i mérkőzése
Előző mérkőzés - Következő mérkőzés

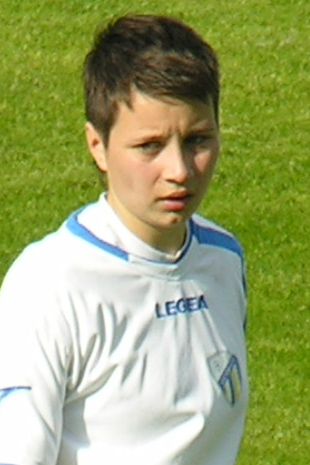
Tóth II Alexandra ezen a mérkőzésen volt 25. alkalommal válogatott

A magyar női labdarúgó-válogatott barátságos mérkőzése Szerbia ellen, 2012. augusztus 24-én. A mérkőzést 3–2-re a magyar csapat nyerte.

## Előzmények
| „             | Viszonylag erős ellenféllel találkozunk, a volt Jugoszlávia utódállamai közül a szerbek rendelkeznek a legjobb válogatottal, harcos, agresszív stílust képviselő hazai csapat vár ránk. Sérülések és munkahelyi elfoglaltságok miatt ezúttal is vannak hiányzóink, valamint erre a mérkőzésre nem hívtam haza a külföldön szereplő futballistákat sem. Nagy Lilla és Benkő Mónika személyében bekerült viszont a keretbe két olyan játékos, akik eddig nem voltak stabil kerettagok, kíváncsian várom, hogy a hiányzók távollétében milyen teljesítményt nyújt a csapat az utolsó Eb-selejtező főpróbáján. | ” |
| – Kiss László | |   |

## Keretek
A magyar női labdarúgó-válogatott 2012. augusztus 23-án, csütörtökön érkezett meg a Belgrád melletti edzőtáborba. Kiss László szövetségi edző 17 fős keretet jelölt ki. Egy év kihagyás szerepelt újra a keretben Benkő Mónika. Nagy Lilla pedig először kapott meghívót.
| Szerbia | Szerbia | Szerbia  | Szerbia |
| Név     | Kor     | Vál./Gól | Klub    |
| ------- | ------- | -------- | ------- |

| Magyarország      | Magyarország | Magyarország | Magyarország     |
| Név               | Kor          | Vál./Gól     | Klub             |
| ----------------- | ------------ | ------------ | ---------------- |
| Szőcs Réka        | 22 éves      | 32 / 0       | MTK Hungária     |
| Papp Eszter       | 22 éves      | 5 / 0        | Viktória FC      |
| Szeitl Szilvia    | 25 éves      | 37 / 0       | 1. FC Femina     |
| Demeter Réka      | 20 éves      | 18 / 0       | MTK Hungária     |
| Szabó Boglárka    | 19 éves      | 13 / 0       | Astra Hungary FC |
| Tálosi Szabina    | 23 éves      | 34 / 3       | Viktória FC      |
| Tóth II Alexandra | 21 éves      | 24 / 0       | Viktória FC      |
| Megyeri Boglárka  | 25 éves      | 14 / 1       | Viktória FC      |
| Smuczer Angéla    | 30 éves      | 73 / 1       | MTK Hungária     |
| Sipos Lilla       | 20 éves      | 20 / 4       | Viktória FC      |
| Csiszár Henrietta | 18 éves      | 8 / 0        | Belvárosi NLC    |
| Papp Dóra         | 21 éves      | 14 / 1       | MTK Hungária     |
| Benkő Mónika      | 25 éves      | 6 / 0        | Astra Hungary FC |
| Pádár Anita       | 33 éves      | 98 / 31      | MTK Hungária     |
| Vágó Fanny        | 21 éves      | 38 / 15      | MTK Hungária     |
| Zágor Bernadett   | 22 éves      | 19 / 1       | MTK Hungária     |
| Nagy Lilla        | 22 éves      | 0 / 0        | MTK Hungária     |

 megjegyzés: Az adatok a mérkőzés napjának megfelelőek!

## Az összeállítások
| 2012. augusztus 24. 11:00 (UTC+1) |

| Szerbia                  | 2 – 3   | Magyarország           |
| ------------------------ | ------- | ---------------------- |
| Plećić ?' Damjanović 89' | (0 – 2) | Vágó 3' 7' Csiszár 65' |

| Ópazova Nézőszám: 100 Játékvezető: Biljana Lukić (szerb) |

| Szerbia | Magyarország |

| SZERBIA: |  |
|          |  |

| MAGYARORSZÁG:        |    |                   |     |
|                      |    |                   |     |
| K                    | 1  | Szőcs Réka        | 83' |
| V                    | 26 | Demeter Réka      | 55' |
| V                    | 9  | Szeitl Szilvia    |     |
| V                    | 18 | Tálosi Szabina    |     |
| V                    | 16 | Szabó Boglárka    |     |
| KP                   | 6  | Smuczer Angéla    |     |
| KP                   | 13 | Tóth II Alexandra |     |
| KP                   | 3  | Csiszár Henrietta | 72' |
| CS                   | 20 | Papp Dóra         | 70' |
| CS                   | 23 | Vágó Fanny        |     |
| CS                   | 7  | Sipos Lilla       |     |
| Cserék:              |    |                   |     |
| K                    | 12 | Papp Eszter       | 83' |
| V                    | 19 | Megyeri Boglárka  | 55' |
| KP                   | ?  | Benkő Mónika      | 72' |
| CS                   | ?  | Nagy Lilla        | 70' |
| CS                   | 8  | Pádár Anita       |     |
| CS                   | 21 | Zágor Bernadett   |     |
| Szövetségi kapitány: |    |                   |     |
| Kiss László          |    |                   |     |

## A mérkőzés
| „             | Nagyon jól kezdtük a meccset, és a folytatásban is előttünk adódtak nagyobb helyzetek, a szerbek enyhe mezőnyfölényük ellenére nem tudtak komolyan veszélyeztetni. A mérkőzés iramát nagyban meghatározta, hogy rekkenő hőségben játszottunk, ilyen melegben olyan érzése volt az embernek, hogy a játékosoknak a túlélésért is küzdeniük kellett a pályán. A győzelmünk jogosságához nem férhetett kétség, ami nem kis teljesítmény a szerb válogatott ellen, annak pedig külön örülök, hogy volt néhány remek egyéni teljesítmény is a csapatban. | ” |
| – Kiss László | |   |